# Jefferson de Oliveira Galvão
Jefferson de Oliveira Galvão vagy ismert nevén Jefferson (São Paulo, 1983. január 2. –) brazil válogatott labdarúgókapus, a Botafogo játékosa.

## Statisztika

### A válogatottban
2015. október 8-án frissítve.
| Brazília | Brazília | Brazília |
| Év       | Mérkőzés | Gól      |
| -------- | -------- | -------- |
| 2011     | 4        | 0        |
| 2012     | 2        | 0        |
| 2013     | 3        | 0        |
| 2014     | 4        | 0        |
| 2015     | 9        | 0        |
| Összesen | 22       | 0        |

## Sikerei, díjai
Botafogo
- Taça Guanabara (3): 2010, 2013, 2015
- Taça Rio (3): 2010, 2012, 2013
- Campeonato Carioca (3): 2010, 2013, 2018

Brazília
- Konföderációs kupa (1): 2013
- Ifjúsági labdarúgó-világbajnokság (1): 2003
- Superclásico  (3): 2011, 2012, 2014

## Magánélete
Keresztény.

## Fordítás
- Ez a szócikk részben vagy egészben  a   Jefferson de Oliveira Galvão című angol Wikipédia-szócikk fordításán alapul.  Az eredeti cikk szerkesztőit annak laptörténete sorolja fel. Ez a jelzés csupán a megfogalmazás eredetét és a szerzői jogokat jelzi, nem szolgál a cikkben szereplő információk forrásmegjelöléseként.